# Super Mario Bros. 35
Super Mario Bros. 35 — многопользовательский двухмерный онлайн-платформер с элементами королевской битвы. Он был разработан Arika и издан Nintendo. Игра была создана в честь 35-летия серии Super Mario. Она вышла бесплатно для подписчиков Nintendo Switch Online на Nintendo Switch 1 октября 2020 года. В ней использовались классические уровни из Super Mario Bros., на которых 35 игроков соревновались в реальном времени в формате королевской битвы. Враги, поражённые игроками, отправлялись другим противникам. В игре были бонусы, которые можно было получить, потратив собранные монеты на «рулетку предметов», и таймер, который можно было продлить, побеждая врагов и проходя уровни. Super Mario Bros. 35 была отключена от серверов 1 апреля 2021 года, из-за завершения празднования 35-летия Super Mario.
Super Mario Bros. 35 получила неоднозначные отзывы от критиков, которые высоко оценили уникальную концепцию игры, сочетающую Super Mario Bros. с жанром королевской битвы, при этом критикуя её за повторяемость и простоту, а также за схожесть с раннее закрытой по требованию Nintendo фанатской игрой Super Mario Royale.

## Геймплей
Super Mario Bros. 35 сочетает в себе платформер и королевскую битву. Тридцать пять игроков управляют Марио (Луиджи можно было разблокировать как пасхальное яйцо) и одновременно проходят через зацикленный набор из тридцати двух двумерных уровней. Один игрок побеждает, когда все остальные проигрывают.
На уровнях расположены различные враги, каждый из которых побеждается разными способами. Большинство врагов умирают после прыжка на них (например, на Гумбу, самого распространённого врага). Другие враги бросают снаряды, а, например, Купа Трупа после смерти скидывает панцирь, который рикошетит при контакте с препятствием. Боузер появляется как босс на четвёртой стадии каждого мира. Враги, побеждённые игроками, отправляются своим соперникам в режиме реального времени, появляясь на их уровнях. Игроки могут либо вручную нацелиться на своих противников, либо выбрать один из четырёх типов прицелов: игроки с наибольшим количеством собранных монет, с наименьшим оставшимся временем, соперники, которые атакуют вас, или случайный выбор. Каждому назначается таймер, который начинается с 35 секунд. За уничтожение врагов игроки получают дополнительные секунды. Чем быстрее они убивают противников, тем больше становится награда. Если таймер закончится, игрок проиграет.
Игроки могут получить награду в виде монет, если нокаутируют всех противников во время матча. После собирания 20 монет, у игроков есть возможность потратить их на вращение «рулетки с предметами». Она даёт ему один из четырёх предметов: гриб, который даёт Марио дополнительное здоровье и способность разбивать блоки; огненные цветы, которые дают главному герою возможность стрелять по врагам отскакивающими огненными шарами; звёзды непобедимости, которые позволяют не получать урон от врагов в течение короткого периода времени; и блоки «POW», которые уничтожают всех врагов на экране.
В ограниченных по времени событиях «Особый бой» игроки соревновались по фиксированным условиям, которые менялись каждую неделю. Эти условия могли включать в себя увеличение времени на игровом таймере и другие.

## Разработка и выпуск
Super Mario Bros. 35 была разработана компанией Arika, известной по созданию Tetris 99, выпущенный в феврале 2019 года. О выпуске Super Mario Bros. 35 было объявлено 3 сентября 2020 года в рамках празднования 35-летия серии игр Super Mario Bros.. После анонса игры её сравнили с фанатской игрой Super Mario Royale. Nintendo приказала удалить её за год до анонса Super Mario Bros. 35 из-за нарушения авторских прав. Arika отрицала клонирование проекта, называя утверждения неправдой, и заявляя, что их игра находилась в разработке до выхода Super Mario Royale. Super Mario Bros. 35 была выпущена 1 октября бесплатно для подписчиков Nintendo Switch Online, поддержка онлайн-функций была прекращена 1 апреля 2021 года, её нельзя загрузить из Nintendo eShop. Через неделю после выпуска игра получила обновление, исправляющее мелкие ошибки и нестабильность соединения. На празднование Хэллоуина в игру было добавлено событие «Особая битва» с 20 октября по 2 ноября 2020 года.
Некоторые игроки начали взламывать игру для получения 99 999 монет за один раунд, чтобы возглавить списки лидеров. Nintendo стала принимать меры, удаляя опубликованные в Интернете видеоролики, демонстрирующие игровой процесс со взломанной версией.
Игра была отключена от серверов 1 апреля 2021 года. По словам президента американского подразделения Nintendo Дага Боузера, выпуск продуктов, посвящённых 35-летию Super Mario, был прекращён из-за того, что празднование должно было быть уникальным. Он также отметил, что ограниченные по времени мероприятия не планировалось использовать в качестве маркетинговой стратегии для будущих годовщин. В июне 2021 года Hackaday сообщила, что был запущен сервер игры, созданный благодаря обратной разработке.

## Отзывы
| Сводный рейтинг       | Сводный рейтинг |
| Агрегатор             | Оценка          |
| --------------------- | --------------- |
| Metacritic            | 75/100          |
| Иноязычные издания    |                 |
| Издание               | Оценка          |
| Destructoid           | 7/10            |
| GameSpot              | 7/10            |
| Hardcore Gamer        | 3,5/5           |
| IGN                   | 7/10            |
| Jeuxvideo.com         | 13/20           |
| Nintendo Life         | [ 10 ]          |
| Shacknews             | 8/10            |
| Русскоязычные издания |                 |
| Издание               | Оценка          |
| StopGame.ru           | «Похвально»     |

Игра была встречена смешанными оценками. Агрегатор Metacritic вывел 75 баллов из 100 на основе 28 обзоров.
Критики хвалили игру за новаторство и игровой процесс. Крис Баттон из GameSpot отметил, что благодаря Super Mario Bros. 35 в классической игре появился новый соревновательный аспект. Кирстин Суэлли из Hardcore Gamer посчитала, что концепция проекта была творческой и «глупой в хорошем смысле». Крис Картер из Destructoid назвал опыт игры в Super Mario Bros. 35 «интересным».
В основном критики жаловались на повторяемость, простоту и систему разблокировки уровней. Игроки начинают только с одного доступного уровня, и разблокируют больше на протяжении игры, в результате чего многие вынуждены проходить начальные уровни, потому что у новичков они ещё не открыты. Закари Куэвас из iMore заявил, что метод разблокировки новых уровней «непонятен». В GameSpot заметили, что повторение приводит к отсутствию темпа и малой интенсивности. Алексей Лихачев из StopGame.ru написал, что игра «не такая захватывающая, как Tetris 99», отметив, что «атаки на других участников и появляющиеся из-за этого опасности там реализованы лучше». В издании IGN отметили, что «Super Mario Bros. 35 начинает терять свой блеск всего через несколько часов, потому что повторение первых уровней превращается в работу».
Критике подверглись последние моменты раундов, зачастую два последних игрока были вынужденны стандартно проходить уровни, так как многие механики Super Mario Bros. 35 сделаны для большего числа соперников. Обен Грегуар из Jeuxvideo.com прокомментировал, что финальные сражения могут длиться до пяти минут, и игровой процесс начинает зацикливаться.
Хотя критики считали, что в игре есть сложная стратегия, обозреватели обнаружили случаи, когда победить можно было, просто используя огненный цветок или звезду непобедимости. Надя Оксфорд из USgamer назвала Super Mario Bros. 35 непредсказуемой, и ей понравилось, как случайно появляющиеся враги дали ей новый опыт по сравнению с оригинальной игрой.